# آترزی فولیکولی

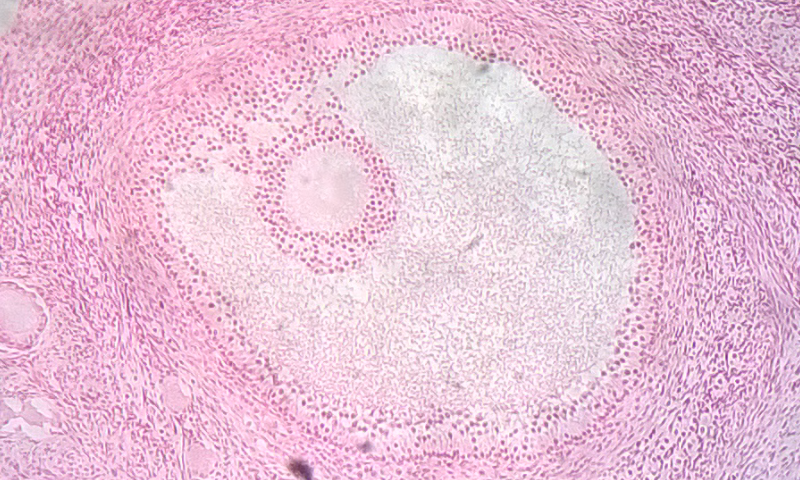
نمای بافتی فولیکول تخمدان. اووسیت در داخل حلقه کوچکتر در ناحیه سفید قرار دارد.

آترزی فولیکولی (به انگلیسی: Follicular atresia) به فرآیندی اطلاق می‌شود که طی آن یک فولیکول دیگر رشد نمی‌کند و در نتیجه آن از تخمک گذاری و آزاد شدن اووسیت ثانویه جلوگیری می‌کند. این فرایند یم رویه طبیعی و معمول است که با افزایش سن تخمدان‌های پستانداران اتفاق می‌افتد. تقریباً ۱ درصد از فولیکول‌های پستانداران در تخمدان‌ها تحت تخمک‌گذاری قرار می‌گیرند و ۹۹ درصد باقیمانده فولیکول‌ها به مرحله آترزی فولیکولی وارد می‌شوند. به‌طور خلاصه، آترزی فولیکولی فرآیندی است که منجر به نابودی و از بین رفتن اووسیت‌ها می‌شود و هر گونه اختلال یا از دست دادن عملکرد این فرایند می‌تواند منجر به شراط آسیب‌زای همچون کیست تخمدان، سرطان تخمدان و غیره شود.

## پس زمینه
تخمدان‌ها مکان رشد و تجزیه فولیکول‌های تخمدان هستند که هورمون‌ها و اووسیت‌ها را تولید می‌کنند. اووسیت‌ها اولیه سلول‌های جنسی نابالغی هستند که توسط سلول‌های گرانولوزا و سلول‌های داخلی و خارجی تکای فولیکول احاطه شده‌اند. اووسیت‌ها می‌توانند از طریق میوز در داخل فولیکول، بالغ و به اووسیت ثانویه تبدیل شوند. در تخمدان زنان، این فرایند به‌طور مداوم اتفاق می‌افتد. هر تخمدان در بدو تولد تعداد محدودی فولیکول (بین ۵۰۰۰۰۰–۱۰۰۰۰۰۰ فولیکول) دارد و حدود ۹۹٪ از این فولیکول‌ها تا زمان یائسگی تحت فرایند آترزی قرار می‌گیرند. در طی هر چرخه قاعدگی جز یکی از این فولیکول‌های ثانویه (آنترال)، مابقی از رشد بازمی‌مانند و فولیکول بزرگ‌تر، فولیکولی که دارای بیشترین گیرنده FSH است، به تکامل خود ادامه می‌دهد. فولیکول‌های باقی‌مانده (فولیکول‌های اولیه و ثانویه دیگر)، در فرآیندی آترزی فولیکولی می‌میرند به‌طور معمول حدود ۲۰ فولیکول در هر ماه بالغ می‌شود، اما تنها یک فولیکول منفرد تخمک گذاری می‌کند. فولیکولی که تخمک از آن آزاد می‌شود به جسم زرد تبدیل می‌شود و جسم زرد آخرین مرحله از چرخه زندگی فولیکول‌های تخمدان است. این جسم نقش مهمی در ترشح استروژن و پروژسترون دارد تا بدن را برای بارداری آماده کند. اگر لقاح اتفاق نیفتد، جسم زرد تخریب می‌شود و جسم آلبیکنس را ایجاد می‌کند. مشاهده شده است که این مکانیسم در تنظیم و حفظ سیستم تناسلی سالم در پستانداران مهم است.

### یائسگی
آترزی فولیکولی در تمام مراحل رشد فولیکولی رخ می‌دهد، تا زمانی که ذخیره فولیکولی به‌طور کامل تمام شود. فرسودگی ذخیره فولیکولی در یائسگی رخ می‌دهد که به‌طور میانگین در سن ۵۱ سالگی در زنان است. کاهش چشمگیر سطح استروژن و پروژسترون که مشخصه یائسگی بوده، ناشی از آترزی فولیکولی است. تجزیه فولیکول‌ها از ترشح هورمون‌هایی مانند استروژن جلوگیری می‌کند. سطح پروژسترون نیز در طول یائسگی کاهش می‌یابد زیرا بدون هیچ فولیکولی، جسم زرد که منبع اصلی سطح پروژسترون در گردش خون انسان است، ایجاد نمی‌شود.

## مکانیسم
آترزی یک نوع فرایند آپوپتوزی پیچیده و تحت کنترل هورمون‌ها است که عمدتاً به آپوپتوز سلول گرانولوزا بستگی دارد. آترزی فولیکولی توسط هورمون محرک فولیکول (FSH) که باعث رشد فولیکول می‌شود، مهار می‌شود. هنگامی که فولیکول رشد کرد، استروژن ترشح می‌کند که در سطوح بالا باعث کاهش ترشح FSH می‌شود. آپوپتوز سلول گرانولوزا مکانیسم زمینه‌ای آترزی فولیکولی در نظر گرفته می‌شود و با پنج سیستم گیرنده لیگاندی درگیر در مرگ سلولی نقش دارد:
- فاکتور نکروز تومور آلفا (TNF آلفا) و گیرنده‌های آن
- لیگاند Fas و گیرنده‌های آن[۱۵]
- لیگاند القا کننده آپوپتوز مرتبط با TNF (TRAIL که APO-2 نیز نامیده می‌شود) و گیرنده‌های آن
- لیگاند و گیرنده‌های APO-3
- لیگاند و گیرنده‌های PFG-5

آپوپتوز سلول گرانولوزا توسط فاکتور نکروز تومور آلفا (TNFα) کلید می‌خورد، اگرچه مکانیسم چگونگی وقوع آن نامشخص است.
آنتی‌ژن Fas، گیرنده سطح سلولی پروتئینی است که بر روی سلول‌های گرانولوزا بیان می‌شود، پیام‌هایی را ارسال می‌کند که هنگام اتصال لیگاند Fas، آپوپتوز را القا می‌کند و بنابراین نقش مهمی در آترزی فولیکولی دارد. فقدان یک سیستم گیرنده لیگاند / Fas عملکردی با رشد غیرطبیعی فولیکول و افزایش تعداد فولیکول‌های ثانویه در نتیجه ناتوانی در القای آپوپتوز مرتبط است. لیگاند القا کننده آپوپتوز مرتبط با تی‌ان‌اف (TRAIL) کاسپاز 3 (CASP3) را فعال می‌کند که به نوبه خود با کاسپازهای ۶، ۷، ۸، ۹ و ۱۰ برای القای آپوپتوز در سلول‌های گرانولوزا در تعامل است. علاوه بر موارد فوق، دو پروتئین بازدارنده درون سلولی، شکل کوتاه پروتئین بازدارنده شبه FLICE سلولی (cFLIPS) و فرم بلند (cFLIPL) که به مقدار زیاد در سلول‌های گرانولوزا بیان می‌شوند، ممکن است به عنوان عوامل ضد آپوپتوز عمل کنند.
هورمون آنتی مولرین (AMH) به عنوان یک تنظیم کننده کلیدی در تخمدان‌ها در انسان که آترزی فولیکولی را مهار می‌کند، مورد مطالعه قرار گرفته است. تحقیقات نشان داده که AMH رشد فولیکول‌ها را کاهش می‌دهد و تنظیم مثبت آن یک مسیر پاتوفیزیولوژیکی بالقوه را در PCOS پدیدمی‌آورد. با استفاده از داده‌های مقایسه‌ای غیرمستقیم برای سنجش این فرضیه، بررسی جمعیت‌های مختلف بیماران مانند افراد مبتلا به سندرم تخمدان پلی کیستیک (PCOS) به حمایت از این فرضیه کمک می‌کند که AMH ممکن است یک تنظیم‌کننده کلیدی در مهار آترزی فولیکولی باشد.
پیشنهاد شده است که سطوح افزایش یافته اکسید نیتروژن در موش‌ها می‌تواند از آترزی فولیکول تخمدان جلوگیری کند، در حالی که سطوح پایین اثر معکوس دارند.

## مورفولوژی

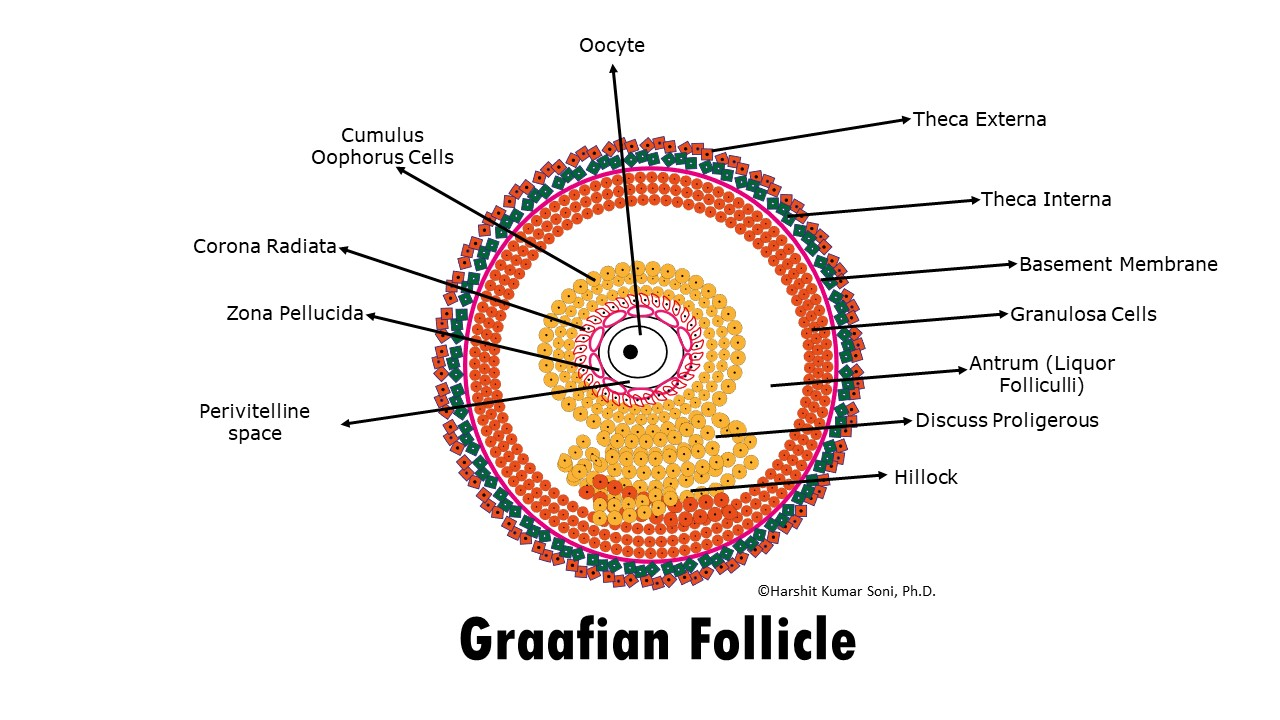
لایه‌های یک فولیکول تخمدان بالغ درست قبل از تخمک گذاری.

از مطالعه گاو شیری، دو شکل آترزی فولیکولی شناسایی شده است: آنترال و پایه.

### آنترال
آترزی فولیکولی آنترال با آپوپتوز سلول‌های گرانولوزا در لایه‌های آنترال غشای گرانولوزا و گاهی در خود آنتروم مشخص می‌شود. در طی این فرایند، وجود هسته‌های پیکنوتیک در لایه‌های آنترال غشاء قابل مشاهده است. آپوپتوز تضمین می‌کند که فولیکول بدون ایجاد پاسخ التهابی از بین می‌رود. آترزی فولیکولی آنترال هیچ آسیبی به سلول‌های گرانولوزای پایه وارد نمی‌کند. این نوع آترزی فولیکولی اغلب کلاسیک و رایج‌ترین شکل مشاهده شده است. در بیشتر گونه‌ها، در طول رشد فولیکولی رخ می‌دهد و به‌طور کلی در فولیکول‌های بزرگ (قطر> ۵ میلی‌متر) دیده می‌شود.

### پایه
آترزی فولیکولی پایه یا بازال با تخریب سلول‌های گرانولوزا در لایه پایه غشای گرانولوزا مشخص می‌شود. بررسی‌های نشان داده در طول این نوع آترزی فولیکولی، ماکروفاژها اغلب به سمت لایه پایه فولیکول نفوذ می‌کنند. این ماکروفاژها سلول‌های گرانولوزای پایه را فاگوسیتوز می‌کنند. افزایش رسوب کلاژن در لایه تکا فولیکول نیز طی این نوع آترزی قابل مشاهده است. آترزی فولیکولی بازال هیچ آسیبی به سلول‌های گرانولوزای آنترال وارد نمی‌کند. این شکل از آترزی فولیکولی فقط در فولیکول‌های کوچک گاوهای شیری (قطر کمتر از ۵ میلی‌متر) مشاهده شده است و در هیچ گونه دیگری گزارش نشده است.

## بیماری‌های مرتبط
انجام آترزی فولیکولی برای پستانداران برای حفظ سیستم تولید مثل سالم ضروری است. تخمدان‌های پستانداران حدود ۱٪ از فولیکول‌ها را تخمک‌گذاری می‌کنند و فولیکول‌های باقی‌مانده ممکن است از طریق آترزی طی مراحل رشد طی کنند. با این حال، اختلال در تنظیم تجزیه و تولید فولیکول می‌تواند منجر به آسیب‌های مختلف شود:

### نارسایی زودرس تخمدان
نارسایی زودرس تخمدان (POF) (نارسایی اولیه تخمدان نیز نامیده می‌شود) از دست دادن عملکرد تخمدان قبل از ۴۰ سالگی است که به دلیل اختلال عملکرد فولیکول‌ها مانند آترزی فولیکولی تسریع شده است. POF ممکن است خود را با ویژگی‌ها و علائمی مانند از دست دادن قاعدگی به مدت حداقل ۴ ماه و همچنین افزایش غلظت سرمی هورمون محرک فولیکول (FSH) (بیشتر یا مساوی 40 IU/L) نشان دهد. دلایل زیادی ممکن است عامل ایجاد POF باشد، از اختلالات ژنتیکی گرفته تا جراحی، پرتودرمانی و قرار گرفتن در معرض سموم محیطی. آترزی فولیکولی تسریع شده ناشی از نقص کروموزومی و ژنومی بیش از نیمی از موارد POF را تشکیل می‌دهد. به عنوان مثال، سندرم X شکننده، سندرم ترنر و بیماری‌های اتوزومی مختلف مانند گالاکتوزمی با کمبود فولیکولی مرتبط هستند. همچنین مشخص شده است که سیگارکشیدن باعث افزایش آترزی فولیکولی و منجر به نارسایی زودرس تخمدان می‌شود. برخی از اثرات کوتاه مدت POF عبارتند از گرگرفتگی، ضربان قلب نامنظم/تپش قلب، تعریق شبانه، مشکلات دستگاه ادراری تناسلی و سردرد. برخی از پیامدهای طولانی مدت POF پوکی استخوان، ناباروری، بیماری‌های قلبی عروقی و مرگ زودرس احتمالی است.

### کیست‌های فولیکولی تخمدان
هنگامی که یک فولیکول تخمدان نتواند تحت آترزی قرار گیرد و اووسیت آزاد کند، می‌تواند به طرز غیرطبیعی رشد کند و کیست تشکیل دهد؛ این مسئله ممکن است به دلیل تولید بیش از حد FSH یا عرضه ناکافی LH باشد. اکثر کیست‌های فولیکولی بی‌ضرر هستند و طی چند ماه خود به خود برطرف می‌شوند. با این حال، به ندرت یک کیست بسیار بزرگ (بیشتر از ۷ سانتی‌متر) و باعث درد شکمی یا پارگی بافت تخمدان می‌شود، در این صورت ممکن است به مسکن یا جراحی اضطراری نیاز باشد. اگر وجود کیست بیش از چند ماه طول بکشد، پزشک ممکن است برداشتن یا آزمایش جراحی را برای تعیین سرطانی بودن آن توصیه کند. سونوگرافی یک روش رایج برای تجسم کیست برای تعیین درمان است.

### سرطان تخمدان
سرطان تخمدان در بین زنان بسیار شایع است و منجر به مرگ و میر بسیاری در سرارسر جهان می‌شود. از آنجایی که FSH، آترزی فولیکولی را مهار می‌کند، تولید بیش از حد FSH می‌تواند منجر به تشکیل بیش از حد فولیکول و افزایش خطر سرطان تخمدان شود.
ناتوانی در تنظیم آپوپتوز سلول گرانولوزا و آترزی فولیکولی، به دلیل بیان بیش از حد برخی ژن‌ها، با ایجاد بعضی از سرطان‌های مرتبط با هورمون (مانند تومورهای سلولی گرانولوزا) و مقاومت شیمیایی در موش‌های آزمایشگاهی مرتبط است.
با توجه به تئوری گنادوتروپین، تخلیه فولیکولی در نتیجه آترزی فولیکولی مداوم نیز می‌تواند به عنوان یک علت بالقوه برای سرطان تخمدان، به دلیل افزایش گنادوتروپین خون، در نظر گرفته شود. آترزی مداوم یک محیط التهابی را ایجاد می‌کند که باعث افزایش گردش سلولی و توسعه تومور می‌شود.
سرطان تخمدان با برخی علائم عمومی مانند نفخ یا تورم در شکم، درد مزمن لگنی، بیماری‌های گوارشی (به عنوان مثال از دست دادن اشتها، حالت تهوع، یبوست و کاهش وزن غیرمنتظره) مشخص می‌شود. بسیاری از افرادی که سرطان تخمدان در آنها تشخیص داده شده است بیان می‌کردند که احساس سیری بسیار سریع دارند و بسیاری از آنها احساس نفخ مداوم غیرمنتظره در شکم خود داشته‌اند.

### سندرم تخمدان پلی کیستیک (PCOS)
سندرم تخمدان پلی کیستیک یا PCOS بین ۱۲–۶ درصد از زنان در سنین باروری را در ایالات متحده تحت تأثیر قرار می‌دهد و یکی از علل شایع ناباروری زنان است. مکانیسم PCOS ناشناخته و در عین حال چند عاملی است. مشاهده شده که برخی ژن‌های مرتبط با تولید هورمون‌های استروئیدی و آندروژنی ممکن است در ایجاد بیماری در افراد، عوامل محیطی مانند مقاومت به انسولین و چاقی و انتقال ژنتیک از بستگان درجه یک نقش داشته باشند.
تشخیص PCOS بر اساس رعایت دو مورد از سه معیار بالینی بر اساس معیارهای روتردام صورت می‌گیرد: عدم تخمک‌گذاری مزمن (تخمک در طول سیکل قاعدگی از تخمدان آزاد نمی‌شود)، هایپرآندروژنیسم (افزایش سطح هورمون‌های آندروژن مانند تستوسترون) و بزرگی تعداد کیست‌های تخمدان. علائم و ویژگی‌های PCOS شامل پریودهای نامنظم یا رخ ندادن پریود، رشد غیرطبیعی موهای زائد بدن یا نازک شدن موها، افزایش وزن و آکنه است.
PCOS با سایر بیماری‌های متابولیکی مرتبط است و یکی از نگرانی‌های این بیماری چاقی و مقاومت به انسولین به‌شمار می‌آید. این موارد در هنگام ارزیابی درمان و مدیریت PCOS بسیار حائز اهمیت است. سایر عوامل خطر شامل بیماری قلبی عروقی سنتی مانند دیس لیپیدمی و فشار خون بالا هستند.
مدیریت غیر دارویی و درمان PCOS شامل مداخلات غذایی نیز است. در حالی که هیچ‌یک رژیم غذایی بهینه یا رژیم غذایی برتر وجود ندارد و بیماری نمودی فردی دارد، رژیم‌هایی که بر کاهش وزن و مقاومت به انسولین تأثیر می‌گذارند عملکرد تولید مثل را بهبود می‌بخشند. نمونه‌هایی از این رژیم‌ها شامل رژیم DASH (رویکرد رژیمی برای توقف فشار خون بالا) و رژیم کتوژنیک است. با این حال، مهم است که قبل از شروع چنین رژیم غذایی ایمن، با یک متخصص پزشکی مشورت شود. مدیریت دارویی معمولاً برای کسانی که دارای بیماری‌های همراه مانند چاقی، دیابت نوع ۲ و غیره هستند، توصیه می‌شود.